# بار بزرگتر از اندازه

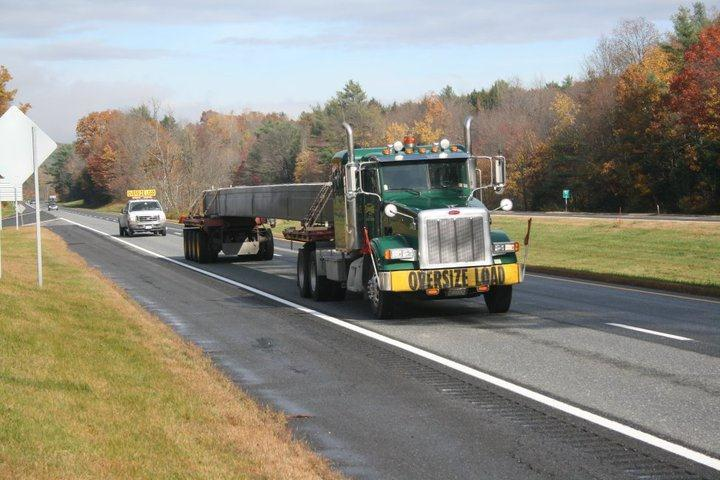
بار بزرگ پرتو پل بلند با خودروی اسکورت

در حمل‌ونقل جاده‌ای، بار بزرگ (یا بار اضافه وزن) به باری گفته می‌شود که از حد استاندارد یا استاندارد قانونی و/یا محدودیت‌های وزنی برای یک کامیون برای انتقال در بخش مشخصی از جاده، بزرگراه یا سایر زیرساخت‌های حمل‌ونقل مانند هوا فراتر می‌رود. در اروپا ممکن است از آن به عنوان حمل و نقل ویژه یا حمل و نقل سنگین و بزرگ یاد شود. همچنین ممکن است محدودیت‌های بار در هر محور وجود داشته باشد. با این حال، باری که از محدودیت‌های هر محور بیشتر باشد و از حد وزن کلی فراتر رود، اضافه وزن در نظر گرفته می‌شود. نمونه‌هایی از بارهای بزرگ و اضافه وزن عبارتند از: ماشین‌های ساختمانی (جرثقیل، لودرهای جلو و غیره)، خانه‌های از پیش ساخته شده، کانتینرها و عناصر ساختمانی (تیرهای پل، ژنراتورها، پروانه‌های آسیاب بادی، مراحل موشک و تجهیزات صنعتی). به خودروی اسکورتی که پشت کامیون کشنده حرکت می‌کند به اصطلاح خودروی خلبان گفته می‌شود.

## بررسی اجمالی

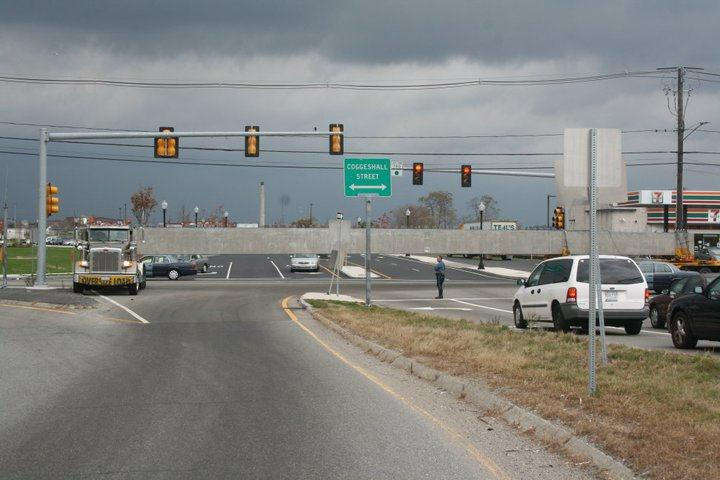
125 ft بار بزرگ بزرگ "Superload"

ابعاد و وزن بار بین کشورها و مناطق داخل یک کشور متفاوت است. وسیله نقلیه ای که از ابعاد قانونی فراتر می‌رود معمولاً به مجوز خاصی نیاز دارد که مستلزم پرداخت هزینه‌های اضافی است تا وسیله نقلیه بزرگ / اضافه وزن به‌طور قانونی در جاده‌ها تردد کند. مجوز معمولاً مسیری را که بار باید طی کند و همچنین تاریخ‌ها و زمان‌هایی را که ممکن است بار طی آن وارد جاده شود و مسیر را پیمایش کند مشخص می‌کند.
هنگامی که یک بار را نتوان به واحدهایی که می‌توان بدون تجاوز از محدودیت‌ها از نظر ابعاد و/یا جرم حمل کردو یا جدا کرد، به عنوان یک بار غیرعادی طبقه‌بندی می‌شود. تعریف دیگر را می‌توان به صورت زیر خلاصه کرد: یک بار غیرعادی تقسیم ناپذیر ("AIL") باری است که نمی‌توان آن را به دو یا چند بار برای حمل و نقل (در جاده‌ها) تقسیم کرد. همچنین، بریک فله برای تعریف محموله‌ای استفاده می‌شود که نمی‌تواند در هر کانتینر اقیانوسی بارگیری شود یا برای محموله هوایی بسیار بزرگ باشد.
هر حمل‌ونقل جاده‌ای توسط کنوانسیون CMR (کنوانسیون قرارداد حمل بین‌المللی کالا از طریق جاده) تنظیم می‌گردد که به مسائل حقوقی مختلف مربوط به حمل و نقل بار، عمدتاً توسط کامیون‌ها، از طریق جاده مربوط می‌شود.

## بارگیری و ایمن‌سازی محموله
طبق گزارش اداره ایمنی حمل‌ونقل فدرال، اداره ملی ایمنی ترافیک بزرگراه، مطالعه علت تصادف کامیون‌های بزرگ ۷ درصد از تصادفات حمل‌ونقل در ایالات متحده ناشی از ایمن‌سازی نامناسب بار یا جابجایی بار است. جابجایی محموله می‌تواند باعث بی‌ثبات شدن کامیون یا سقوط کامل بار شود که مشکلات جدی ایمنی را منجر خواهد شد.
جابجایی بار اضافه طبق قانون ممنوع است و مسئولیت اطمینان از ایمن بودن کامل محموله بر عهده فرستنده، حمل کننده موتور، راننده، گیرنده و سازنده دستگاه ایمن است.

## دیدگاه‌های بین‌المللی

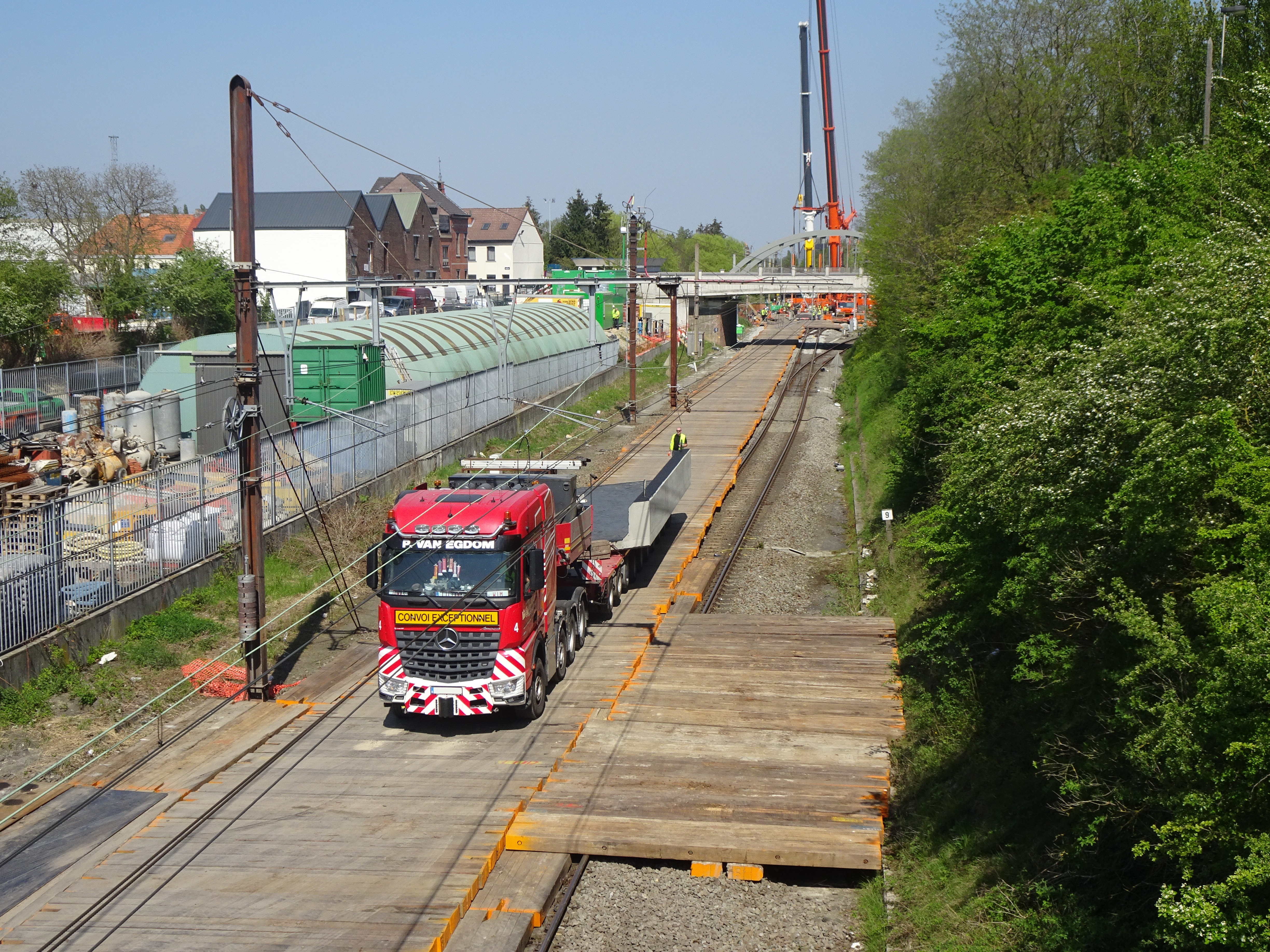
بلژیک. دهانه پل راه‌آهن در حال حرکت (به عقب) ; مسیرها با تخته‌های ضخیم پوشیده شده‌اند.

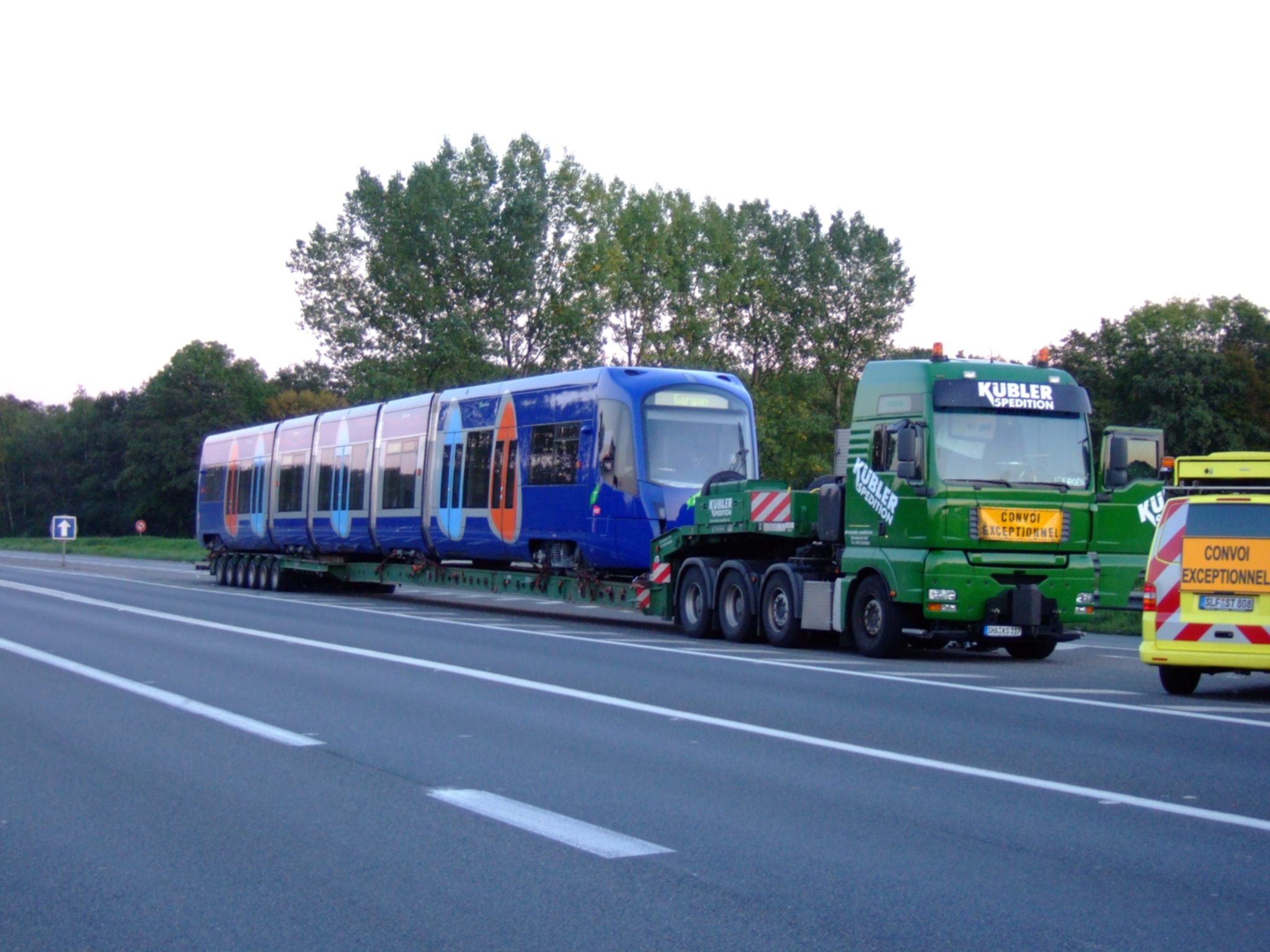
سفر تحویل قطار تراموا ایل دو فرانس کاملاً جدید.

در یک کشور خاص، جاده‌ها به گونه‌ای ساخته می‌شوند که به وسیله نقلیه‌ای با ابعادی در محدوده استاندارد قانونی اجازه می‌دهد با خیال راحت (البته نه لزوماً آسان) رانندگی و بپیچد. جاده‌هایی که اجازه تردد وسایل نقلیه بزرگ را نمی‌دهند ممکن است با علائم راهنمایی و رانندگی مشخص شوند. اینها ممکن است شامل محدودیت بار، ارتفاع، عرض یا طول کلی در هر محور باشد.

### ایالات متحده
در ایالات متحده، یک بار بزرگ به وسیله نقلیه و/یا باری گفته می‌شود که عرض آن بیشتر از ۸ فوت ۶ اینچ (۲٫۵۹ متر) باشد. هر ایالت از نظر ارتفاع و طول قوانین متفاوتی دارد (بیشتر ایالت‌ها ۱۳ فوت ۶ اینچ یا ۴٫۱۱ متر هستند قد)، و راننده باید برای هر ایالتی که در آن سفر می‌کند، مجوز خریداری کند. در بسیاری از ایالت‌ها، یک بار باید «غیرقابل تقسیم» در نظر گرفته شود تا برای مجوز واجد شرایط باشد (یعنی جسمی که نمی‌تواند به قطعات کوچک‌تر تقسیم شود)، اگرچه برخی از ایالت‌ها اجازه می‌دهند بارهای قابل تقسیم مجوز اعطا شود.

## اعلام هشدار

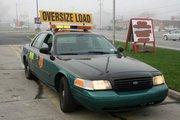
ماشین اسکورت معمولی / اتومبیل پرچم در ایالات متحده

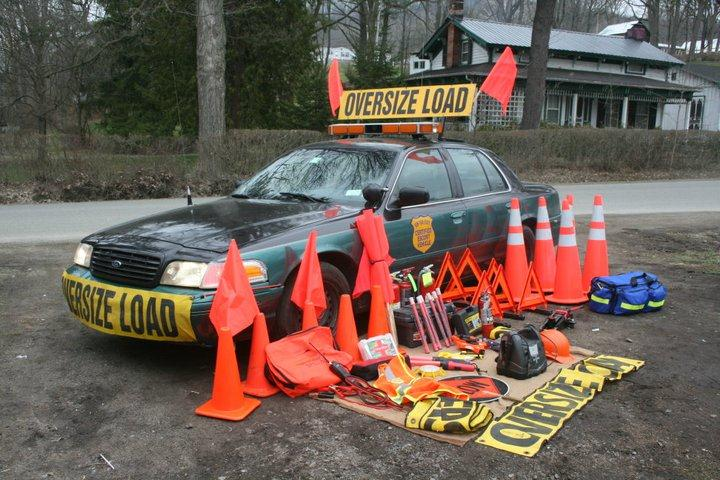
ماشین اسکورت با تجهیزات ایمنی مورد نیاز نشان داده شده‌است

یک راننده خودروی خلبان ممکن است به‌طور موقت ترافیک را در تقاطع‌ها مسدود کند تا از عبور ایمن کامیون اطمینان حاصل کند.

## خطرات

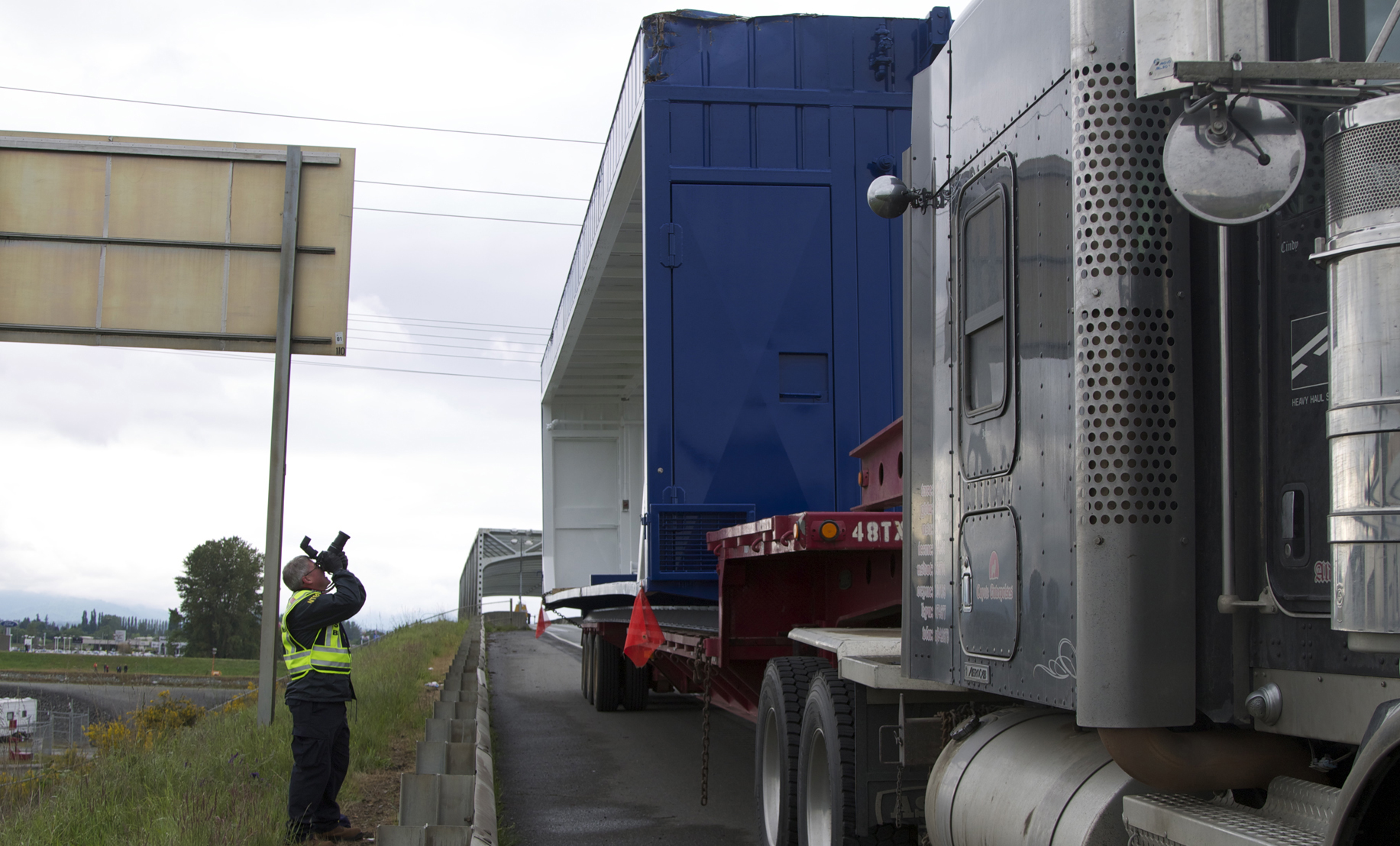
این کامیون بزرگ به یک تکیه گاه بالای سر برخورد کرد و باعث ریزش پل I-5 Skagit River Bridge شد.

بارهای بزرگ برای سازه‌های راه‌ها و همچنین ترافیک جاده‌ها خطری ایجاد می‌کند. از آنجا که آنها از فاصله‌های طراحی فراتر می‌روند، این خطر وجود دارد که چنین وسایل نقلیه ای به پل‌ها و سایر سازه‌های بالای سر برخورد کنند. برخورد وسایل نقلیه با ارتفاع بیش از حد یکی از علل مکرر آسیب به پل‌ها است و پل‌های خرپایی به دلیل داشتن اعضای حمایتی حیاتی بر روی جاده آسیب‌پذیر هستند. باری بیش از حد به تیرهای بالای پل I-5 Skagit River در سال ۲۰۱۳ برخورد کرد که باعث فروریختن پل شد.

## صدور مجوز
کشورهای مختلف رویکردهای متفاوتی برای صدور مجوز بارهای بیش از اندازه یا اضافه وزن دارند. مجوزها ممکن است برای یک بار خاص، برای یک دوره زمانی یا برای یک شرکت خاص صادر شود. در بیشتر حوزه‌های قضایی، مجوز مسیر دقیقی را که یک وسیله نقلیه باید طی کند مشخص می‌کند و شامل هشدارهای ترخیص کالا می‌شود. با این حال، در برخی نقاط، مانند ایالت واشینگتن، رانندگان مسئول انتخاب مسیر خود هستند. متصدی حمل‌ونقل می‌تواند مجوزهای مورد نیاز خود را دریافت کند یا از طریق خدمات مجوز اقدام کند.